# نوده (صومعه‌سرا)
نوده ، روستایی از توابع بخش مرکزی شهرستان صومعه‌سرا در استان گیلان ایران است.

## جمعیت
این روستا در دهستان ضیابر قرار دارد و براساس سرشماری مرکز آمار ایران در سال ۱۳۸۵، جمعیت آن ۳۷۴ نفر (۱۰۸خانوار) بوده‌است.